# Darwin Peña
Darwin Peña Arce (Santa Cruz de la Sierra, 8 agosto 1977) è un calciatore boliviano, centrocampista dell'Aurora.

## Caratteristiche tecniche
Gioca come centrocampista offensivo.

## Carriera

### Club
Fece il suo esordio nella massima serie boliviana nel corso della stagione 1995. Con il Bolívar di La Paz vinse il titolo nazionale sia nel 1996 che nel 1997. Una volta terminato il torneo del 1998, Peña fu inviato in prestito al Real Potosí, dove giocò 18 partite nel corso del campionato 1999. Fece ritorno al Bolívar nel 2000, ma trovò poco spazio, giacché fu schierato in 9 occasioni. Nel 2001 decise di accettare l'offerta del Real Potosí: la compagine bianco-viola gli garantì il posto da titolare, e Peña disputò quasi 100 gare nell'arco di tre campionati. Nel 2004 giocò per la prima volta una stagione in una squadra della sua natia Santa Cruz, avendo firmato per l'Oriente Petrolero; nel corso dell'annata la sua media realizzativa diminuì: a fronte di 33 partite giocate, andò a segno 3 volte. Nel 2005 ebbe una fugace esperienza al Blooming. Tornato al Real Potosí, nel 2007 visse una buona annata per numero di gol segnati, 12 in 24 incontri. Nel 2008 passò al San José di Oruro ove giocò, peraltro, anche nella Coppa Libertadores di quell'anno. Il 2009 lo vide compiere il suo quarto trasferimento al Real Potosí, mentre nel campionato 2010 fu il The Strongest ad assicurarsi le sue prestazioni; nel 2011 fu acquistato dall'Aurora di Cochabamba.

### Nazionale
Con la selezione Under-20 ha disputato il Campionato sudamericano 1997. Debuttò in Nazionale maggiore il 3 novembre 1999, in occasione dell'incontro di Copa Paz del Chaco a Buenos Aires con il Paraguay. Il 3 giugno 2001 esordì nelle qualificazioni al campionato del mondo 2002. Nel 2007 venne incluso nella lista per la Copa América. Esordì nel torneo il 26 giugno contro il Venezuela, subentrando a Leonel Reyes al 60º minuto; giocò poi contro l'Uruguay il 30 giugno. Nel 2008 prese parte alle qualificazioni al campionato del mondo 2010, venendo schierato contro l'Ecuador.

## Palmarès

### Club

#### Competizioni nazionali
- Campionato boliviano: 5

Bolívar: 1996, 1997
Oriente Petrolero: Clausura 2004
Blooming: Apertura 2005
Real Potosí: Apertura 2007